# Compagnie du chemin de fer de Lichtervelde à Furnes
La Compagnie du chemin de fer de Lichtervelde à Furnes est une société anonyme belge, créée en 1856 pour reprendre la concession de la ligne de chemin de fer du même nom, concédée à Thomas Green le 9 janvier 1856.

## Histoire
La société anonyme créée par l'acte du 1er juin 1856, approuvé par l'arrêté royal du 25 juin 1856 (publié dans le Moniteur le 27 juin 1856), est dénommée Compagnie du chemin de fer de Lichtervelde à Furnes et a son siège à Gand. Son objet est d'établir et exploiter un chemin de fer de Lichtervelde à Furnes, tels qu'il a été concédé suivant la convention conclue le 22 décembre 1855 (publiée avec le cahier des charges dans le Moniteur du 15 janvier 1856), approuvée par l'arrêté royal du 9 janvier 1856. Thomas Green, négociant domicilié à Londres, apporte la concession, qu'il a obtenu le 9 janvier 1856, et notamment l'obligation de construire la ligne et de livrer le matériel roulant nécessaire à son exploitation. En échange de cet apport Thomas Green reçoit dix mille actions représentant le capital de la société.

## Réseau
- Ligne de Lichtervelde à Furnes, mise en service le 11 mai 1858, section de l'actuelle ligne 73, de Deinze à La Panne (frontière française)[3].